# Lac Nanga
Le lac Nanga ou lac Loufoualeba est un lac de l'arrière-pays de Pointe-Noire, situé à 11 km du pont de Patras, dans l'arrondissement 6e Ngoyo. Nanga est aussi le nom d'un village de pêcheurs limitrophe.
Le lac Nanga est aussi connu sous le nom de lac aux Papyrus en raison des papyrus qui tapissent ses berges.
D'un débit d'entrée de 10 m3/s, le lac Nanga est alimenté par la rivière Loundji et rejoint la vallée marécageuse de fleuve Kouilou par un long déversoir effilé de près de 5 km de long.
Ce plan d'eau d'une superficie de 1 700 hectares, de faible profondeur, a une faible variation de niveau et est bordé d'une papyraie peu étendue. Il est très poissonneux (carpes) et ne subit aucune influence des marées.
En amont du lac Nanga, se trouve le lac Koubambi qui lui se déverse dans la rivière Loundji.